# Segredo
Segredo là một đô thị thuộc bang Rio Grande do Sul, Brasil. Đô thị này có diện tích 247,485 km², dân số năm 2007 là 7022 người, mật độ 28,37 người/km².